# Worthington, West Virginia
Worthington är en kommun (town) i Marion County i West Virginia i USA. Orten har fått sitt namn efter militären George Worthington. Vid 2010 års folkräkning hade Worthington 158 invånare.